# Bulevardul De Keyser (Antwerpen)
Bulevardul De Keyser (în neerlandeză De Keyserlei, denumit în mod obișnuit Keyserlei) este o stradă situată în centrul orașului belgian Antwerpen. De Keyserlei se întinde între Gara Antwerpen-Centraal (Pelikaanstraat) și Piața Teniers, la intersecția cu De Leien (Frankrijklei). Pe această scurtă arteră comercială se găsesc două stații de premetrou: Diamant, la capătul dinspre Gara Centrală, și Opera, în celălalt capăt, De Leien. 
Bulevardul De Keyser a fost prima cale majoră de ieșire din oraș care nu era conectată cu o poartă a cetății. Prima secțiune a străzii, din Frankrijklei până în Breydelstraat, datează din 1867. Ultima porțiune până la gară a fost terminată în 1873. Anterior, strada a purtat numele Tenierslei și Wapperslei. În 1893 a primit numele actual, în onoarea pictorului Nicaise De Keyser.
Pe De Keyserlei, încadrată între Frankijklei și Van Ertbornstraat, se află cea de-a treia clădire ca înălțime din Antwerpen, Antwerp Tower.
Pe 7 septembrie 2011 au început lucrările de refacere a bulevardului cu scopul de a i se reda aspectul inițial. Acestea au durat un an și jumătate. Copacii au fost considerați un obstacol în administrarea străzii, iar jardinierele au fost îndepărtate pentru a se permite construcția de cafenele, mici restaurante și terase. De asemenea, toate fațadele au fost restaurate.

## Galerie de imagini

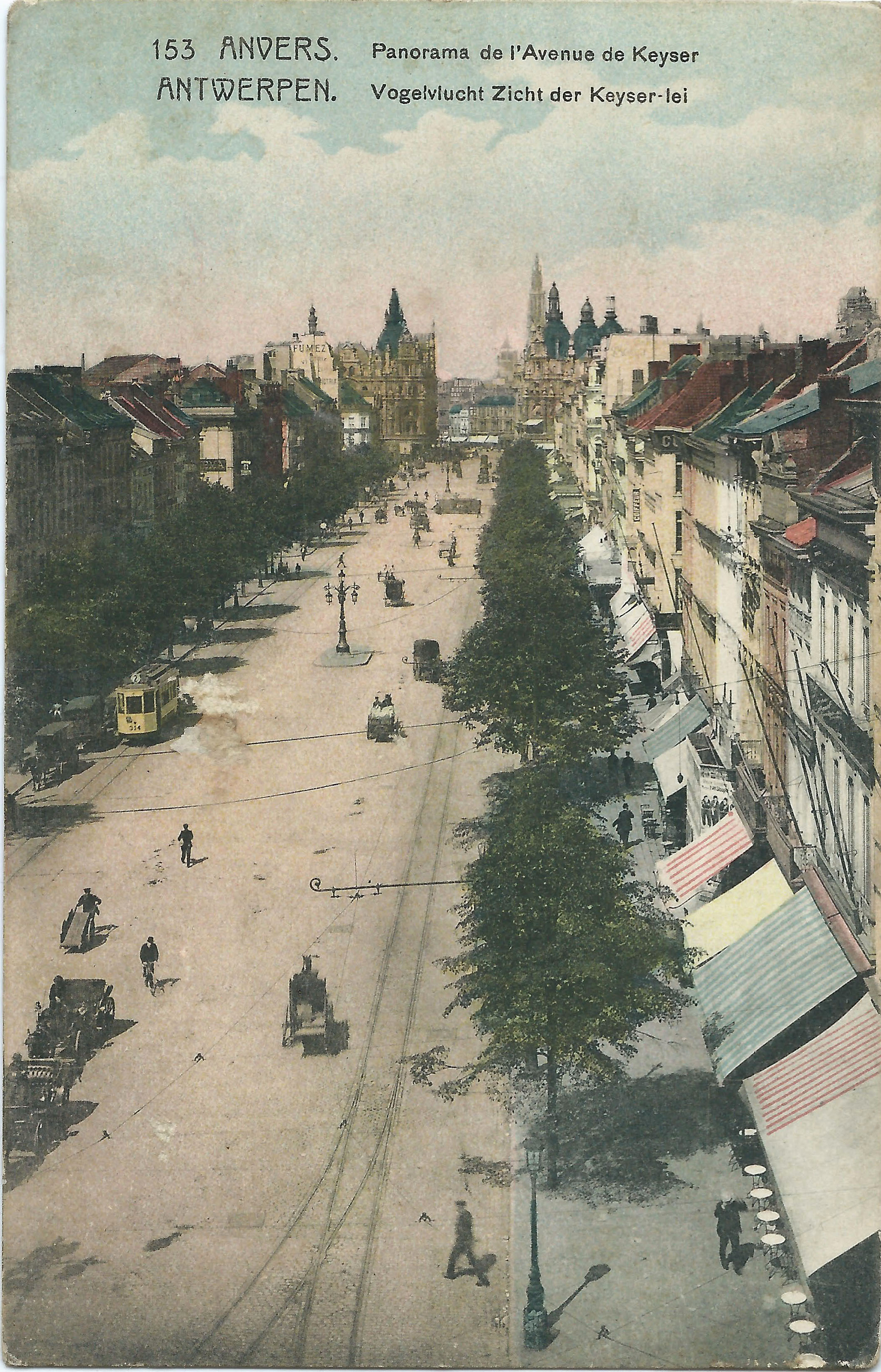
De Keyserlei pe o carte poștală datată între 1905-1914.
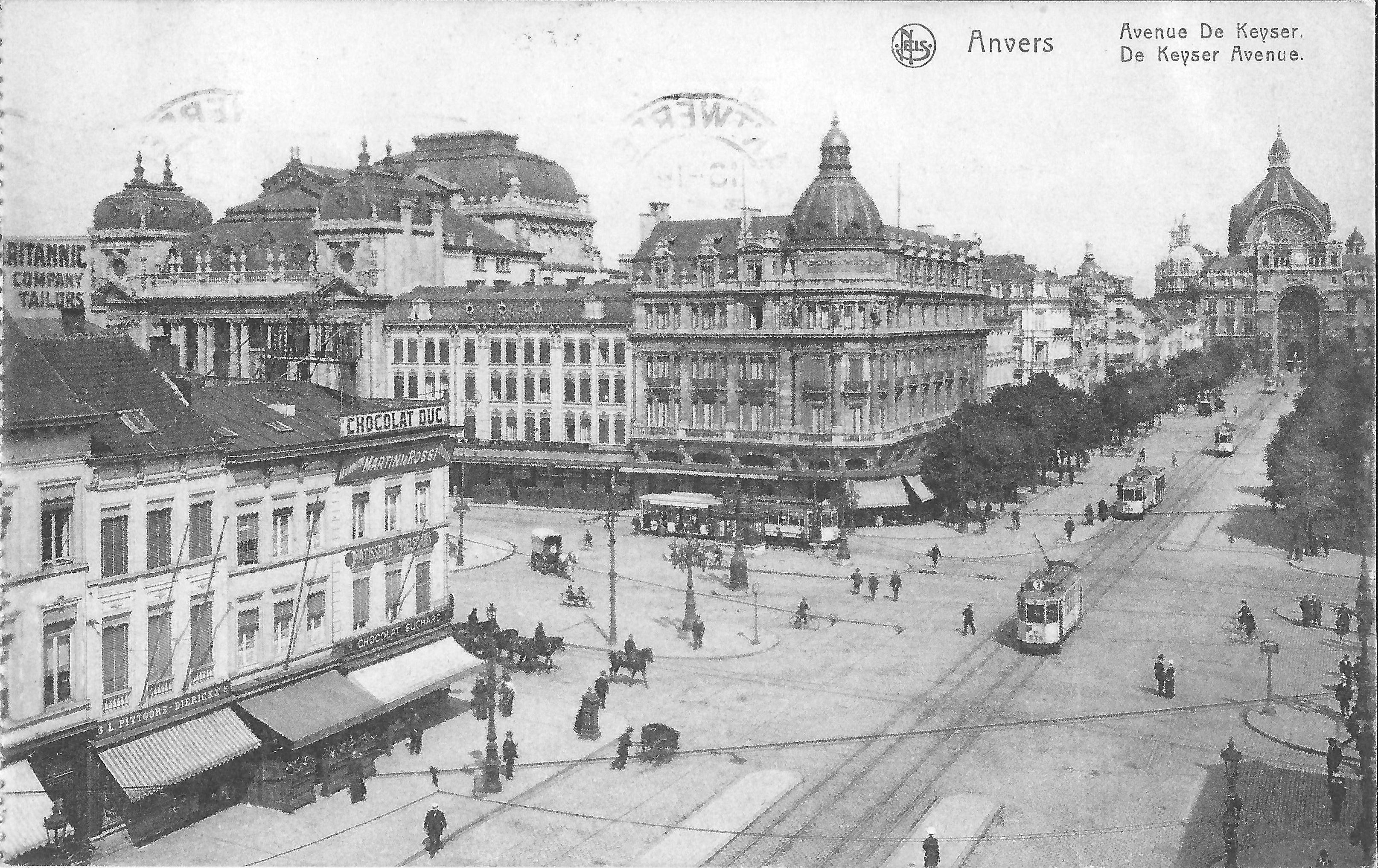
Imagine din 1920 a De Keyserlei și a Pieței Teniers
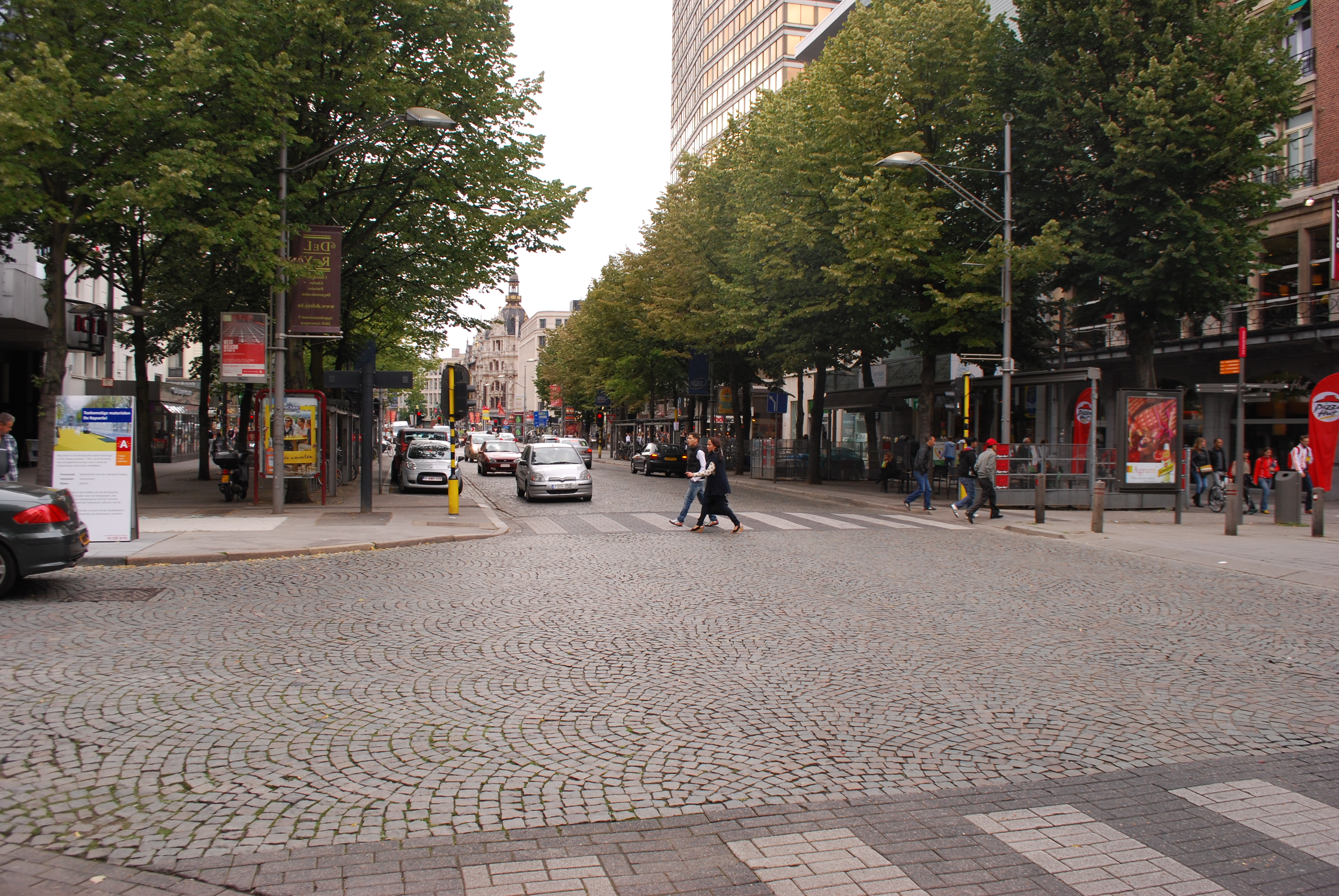
Vedere a bulevardului.
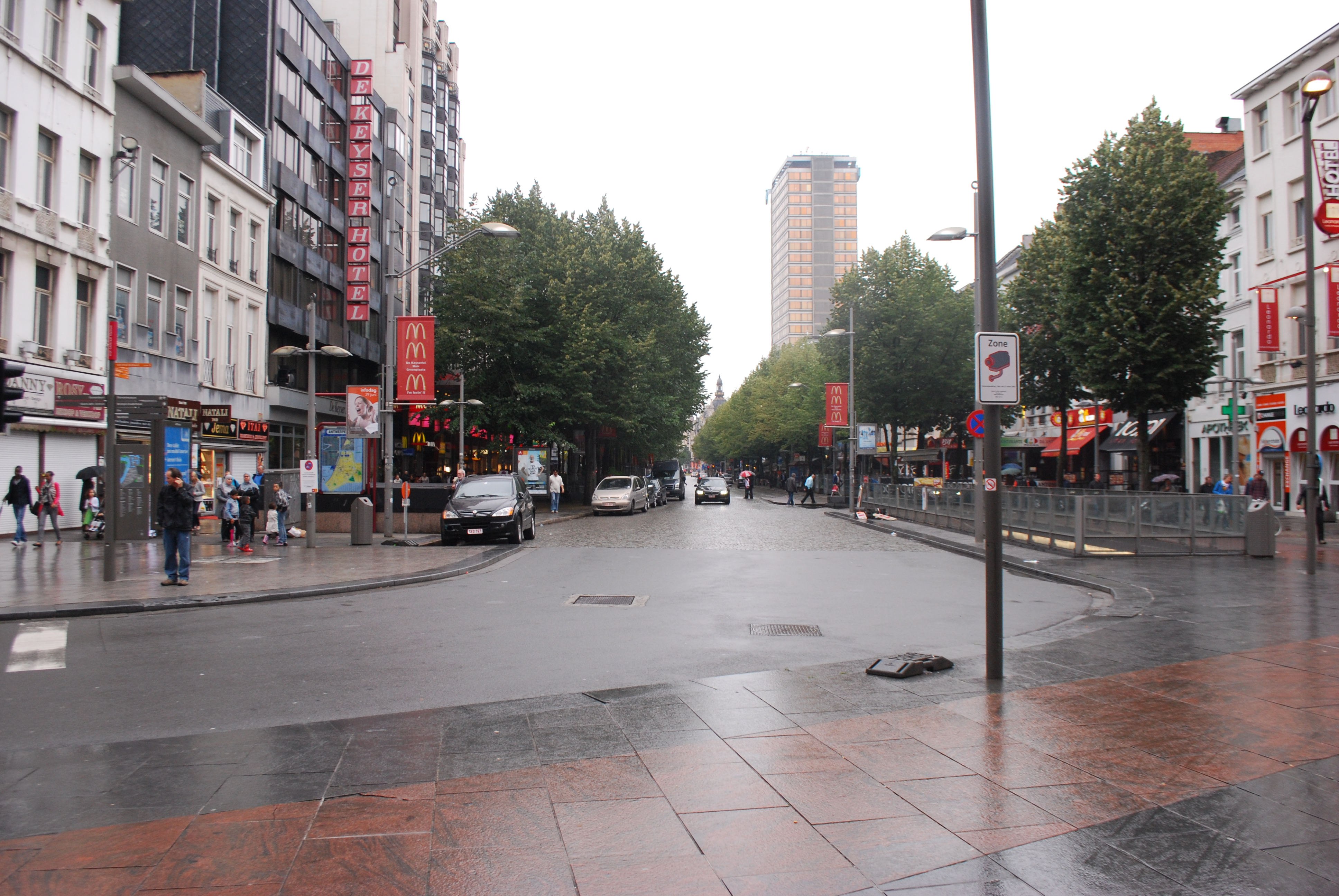
Vedere a De Keyserlei de la Gara Antwerpen-Centraal.
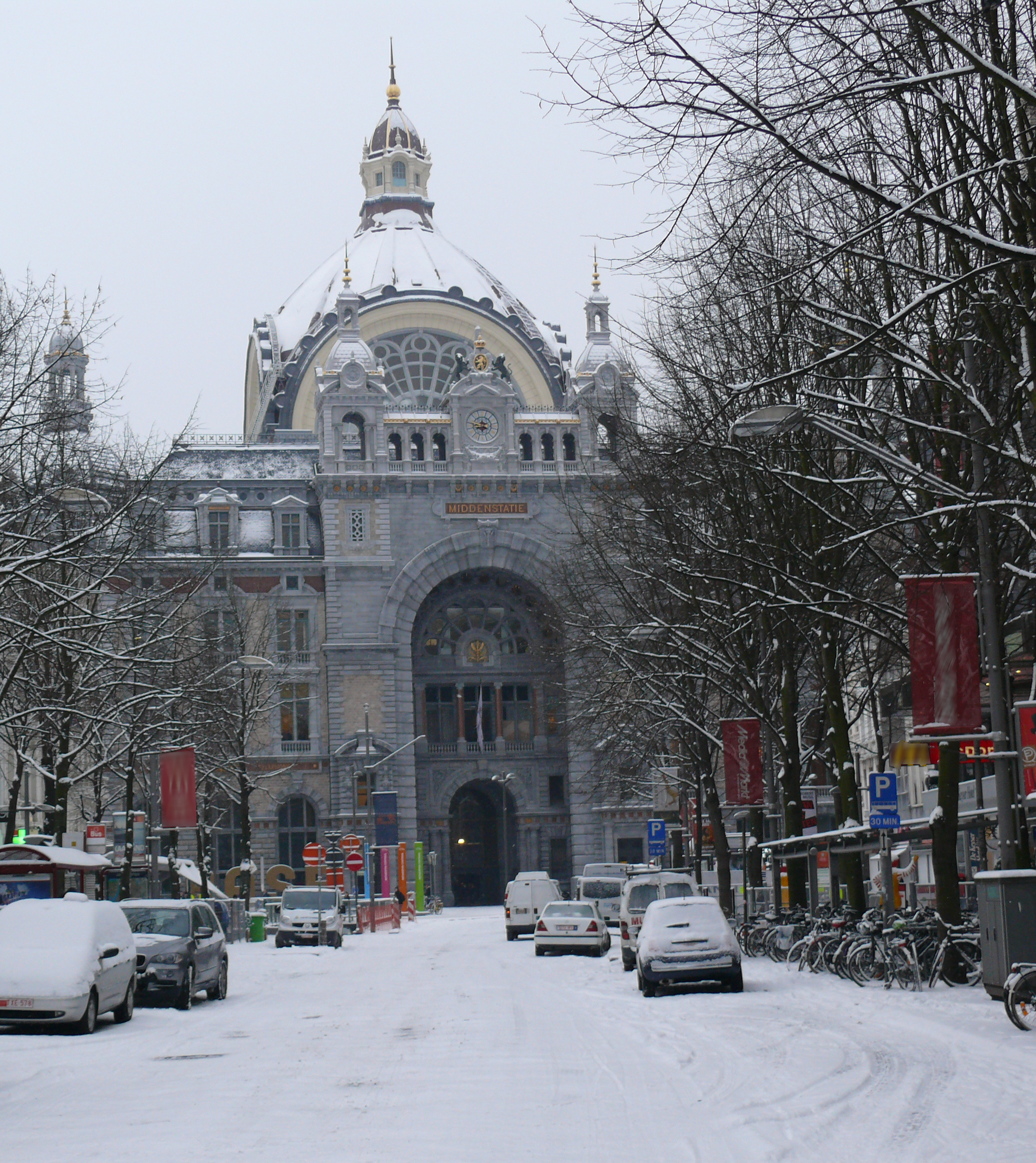
Gara Antwerpen-Centraal văzută de pe De Keyserlei în iarna anului 2010.
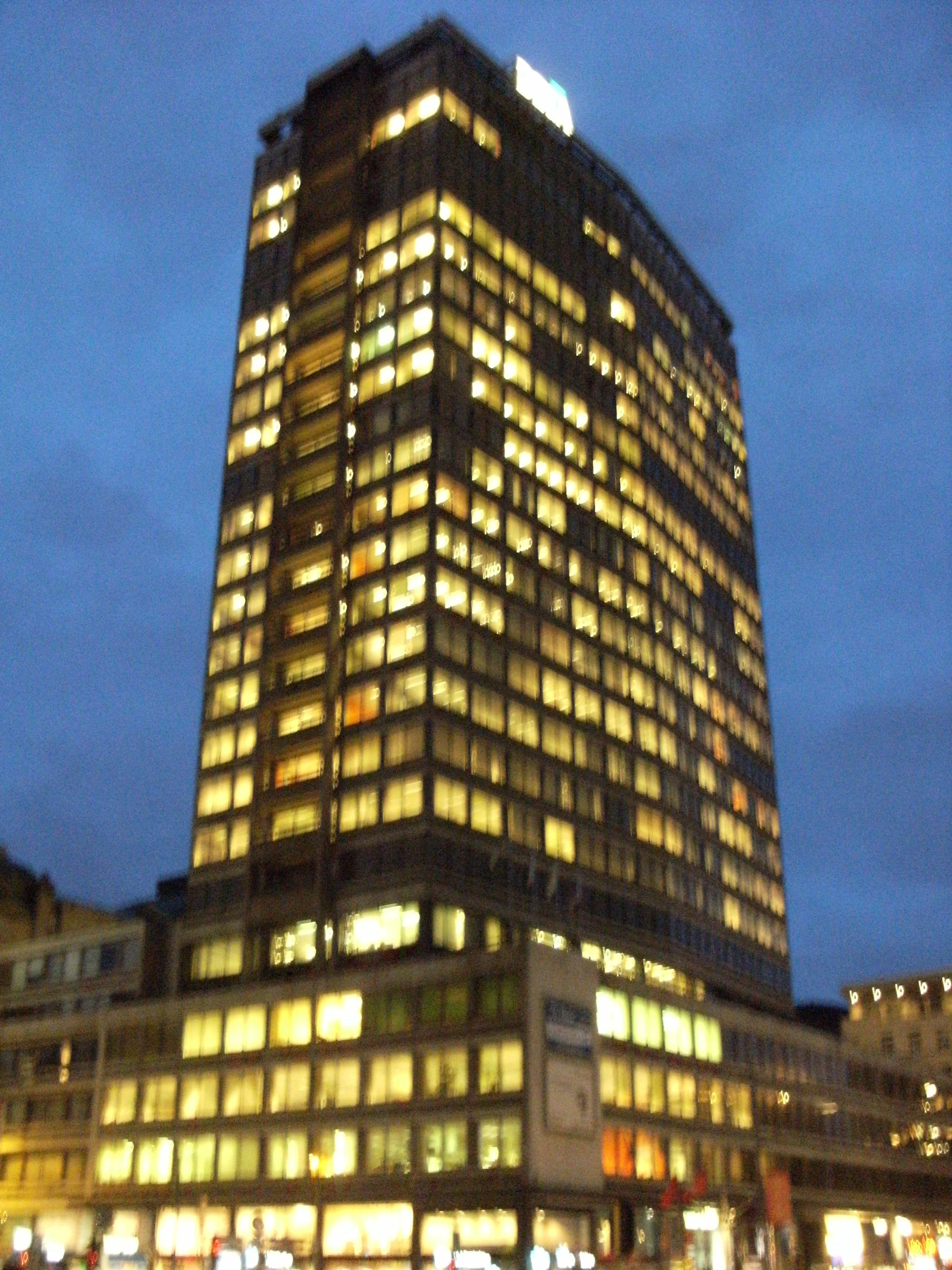
Antwerp Tower pe De Keyserlei.